# Reserva natural Baikal

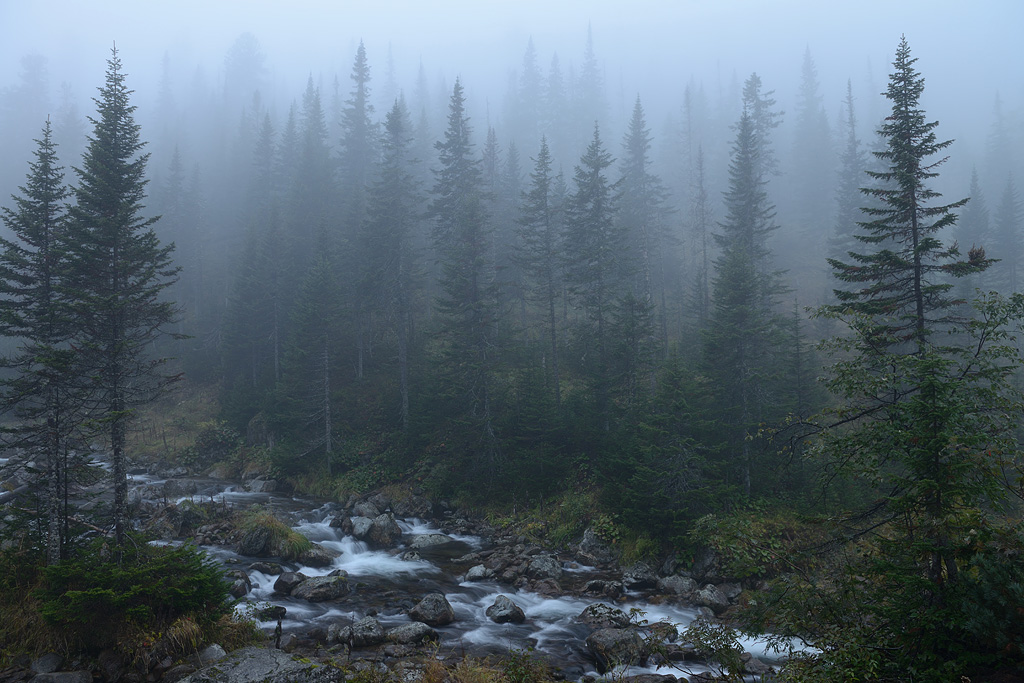
Reserva Baikal. Río de montaña Osinovka, a lo largo de él hay un camino a la orilla del lago Baikal, al pueblo de Tankhoi.

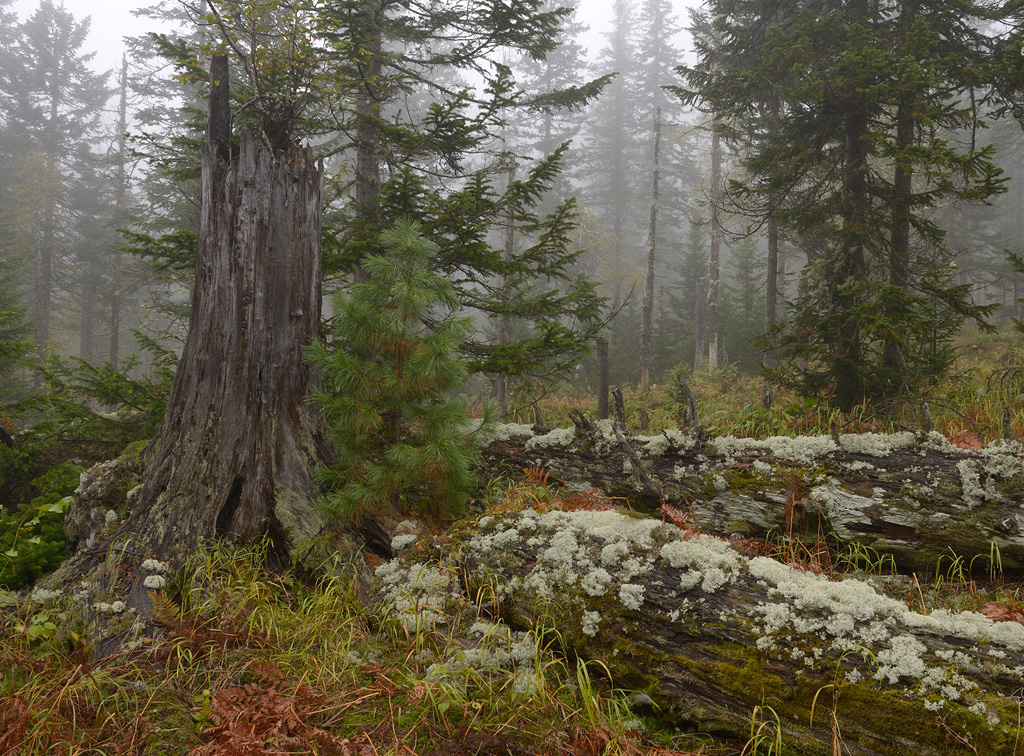
Reserva Baikal.

La reserva natural Baikal (en ruso, Байка́льский запове́дник, Baikálski zapovédnik) es una reserva natural en el sur de Buriatia, Rusia, establecida en el año 1969 para preservar la naturaleza a lo largo del lago Baikal y la parte central de la cordillera Chamar-Daban. 
La superficie de esta reserva natural es de 165.700 hectáreas. Alberga pinos oscuros de la taiga (abeto plateado, cedro, picea), bosques delgados, maleza de pino enano de Siberia y rododendros, prados subalpinos y pradera alpina. En la reserva conviven 812 clases de plantas, 49 tipos de mamíferos, 272 aves, 3 reptiles, 3 anfibios y 7 clases de peces. En ella también se puede encontrar el oso pardo, el lince el carcayú, la nutria, el águila pescadora y el águila real. La reserva natural Baikal forma parte de la Red mundial de reservas de la biosfera (véase también Lista de reservas de la biosfera en Rusia). Asimismo, está catalogada como patrimonio de la humanidad dentro del conjunto del Lago Baikal. La zakaznik natural Kabanski (12.100 hectáreas) quedó bajo la jurisdicción de la reserva natural Baikal en 1985.